# Pelourinho de Frechas
O Pelourinho de Frechas, em Trás-os-Montes, localiza-se na freguesia de Frechas, município de Mirandela, distrito de Bragança, em Portugal.

## História
Símbolo do antigo poder concelhio, encontra-se classificado como Imóvel de Interesse Público desde 1933.

## Características
Erguido em granito grosseiramente lavrado, é um exemplar do estilo Manuelino. Consta de uma coluna em fuste, oitavada, assente sobre uma base oitavada também, com várias molduras e guarnecidas de oito botões.
O fuste é encimado por uma espécie de capitel também oitavado, do qual ressaltam quatro míssulas. Sobre o capitel assenta uma peça prismática com quatro faces; na face norte vêem-se duas caras, a superior ornada de barbas e coroa ou diadema; a face sul ostenta uma figura humana de pé, com as mãos postas em sinal de súplica; a face poente tem o escudo de armas nacional, sem coroa com as quinas ornadas de cinco castelos  apenas; na face nascente estão as armas dos Sampaios, outrora senhores de Frechas. É rematado o pelourinho por um cilindro ornamentado por quatro faixas emolduradas e com diversos motivos ornamentais, parecendo uma coroa ou diadema.
A base da coluna assenta em cinco degraus de projecção quadrangular.